# Форбах
Форбах (фр. Forbach) је насељено место у Француској у региону Лорена, у департману Мозел.
По подацима из 2011. године у општини је живело 21.561 становника, а густина насељености је износила 1283,39 становника/km².

## Демографија
| 1962.  | 1968.  | 1975.  | 1982.  | 1990.  | 2011.  |
| ------ | ------ | ------ | ------ | ------ | ------ |
| 21.704 | 23.120 | 25.244 | 27.187 | 27.076 | 21.561 |

## Партнерски градови
- Фелклинген
- Ravanusa